# Carinastele
Carinastele là một chi ốc biển, là động vật thân mềm chân bụng sống ở biển trong họ Calliostomatidae.

## Các loài
Các loài trong chi Carinastele gồm có:
- Carinastele coronata Marshall, 1988[2]
- Carinastele jugosa Marshall, 1988[3]
- Carinastele kristelleae Marshall, 1988[4]
- Carinastele niceterium (Hedley & tháng 5 năm 1908)[5]